# Filología italiana
La filología italiana, a veces denominada italianística, es la rama o subdisciplina de la filología, y en particular de la filología románica, cuyo objeto de estudio es la lengua y la literatura italianas. 

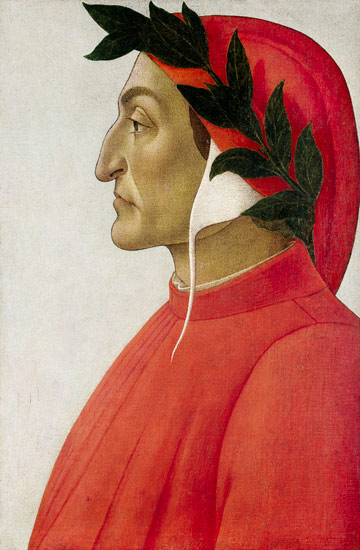
Retrato de Dante Alighieri (Sandro Botticelli, 1495)

## Historia de la filología italiana

### Siglos XIV-XIX
Es preciso observar que la deslumbrante época humanística tuvo una preparación. El Humanismo de los siglos XIV y XV dio un impulso decisivo a los estudios filológicos en Italia: además de la lengua y literatura clásicas, se empezó a considerar también la lengua vulgar gracias al tratado de Dante De vulgari eloquentia, que es entre otras cosas origen de la lingüística italiana en amplio sentido, pues trata asuntos de dialectología, teoría lingüística, teoría literaria o poética y determina las bases de la que se conocerá luego como “cuestión de la lengua”, un debate plurisecular sobre la lengua italiana que llegará hasta fines del siglo XIX, tras la unificación política del país. En el siglo XVI Pietro Bembo, Gian Giorgio Trissino, Baldassar Castiglione y Niccoló Machiavelli son algunos de los autores interesados en las disquisiciones sobre el idioma italiano. 

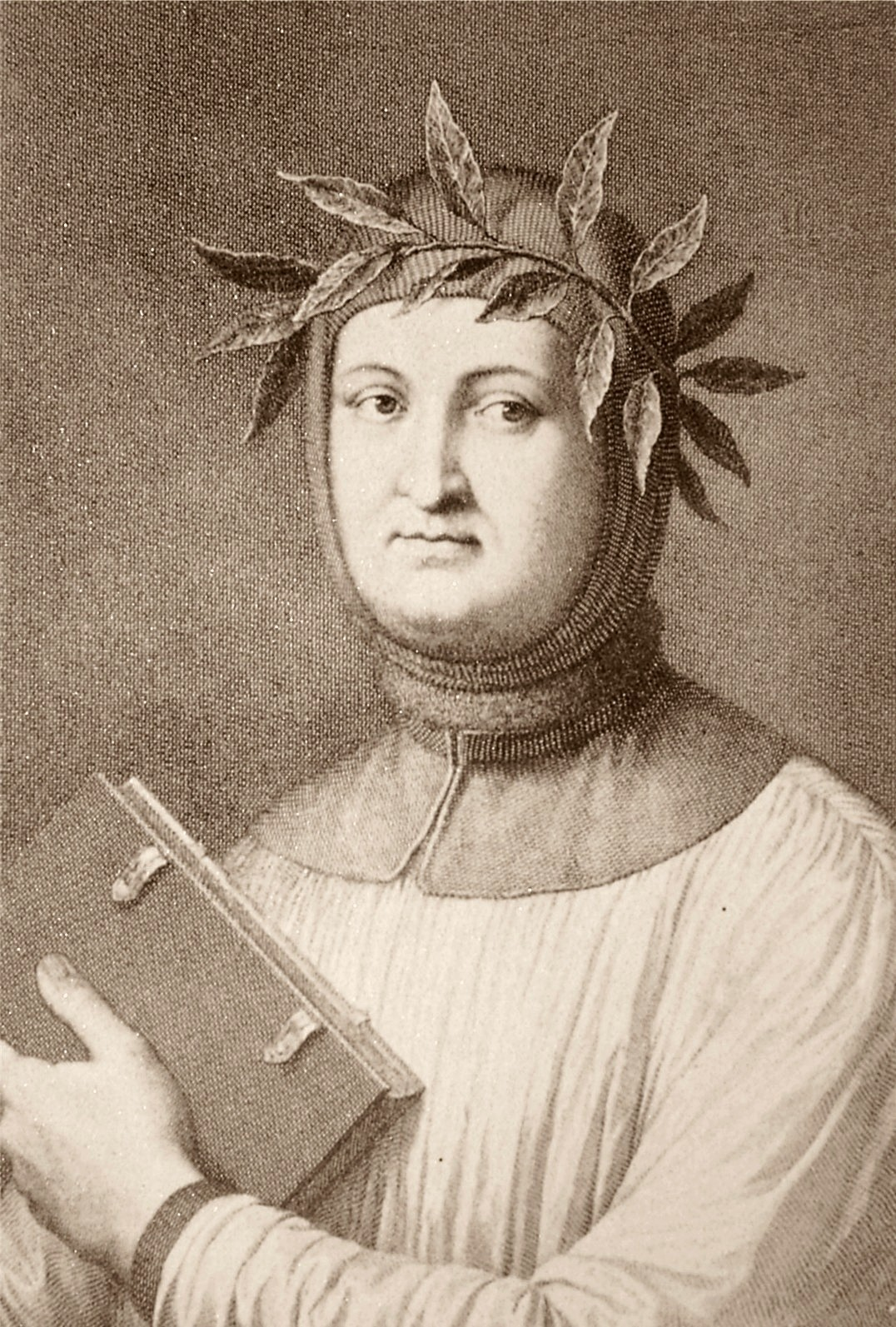
Francesco Petrarca (1304-1374)

Francesco Petrarca es el paradigma del “literato-humanista”: el aretino, gran viajero erudito, frecuentaba monasterios y archivos de toda Europa en busca de textos griegos o latinos que él mismo copiaba y editaba. 
Pero es en el siglo XV cuando la Filología se convirtió en disciplina autónoma, independiente de la actividad poética. Entre los muchos humanistas de esa época, es de recordar a Coluccio Salutati, Poggio Bracciolini (descubridor del De rerum natura de Lucrecio y de Institutio oratoria de Quintiliano), Lorenzo Valla (que demostró la inautenticidad de la Donatio Constantini) y Angelo Poliziano.
En el siglo XVI, edad de oro de los estudios filológicos, se intensificaron las investigaciones y comentarios, sobre todo en el ámbito de la Poética y la Crítica: Giulio Cesare Scaligero, Lodovico Castelvetro, Antonio Sebastiani Minturno y Francesco Patrizi fueron destacados comentaristas de la poética aristotélica. Figuras relevantes del Humanismo del Quinientos fueron también Vincenzo Borghini y Piero Vettori. 
Uno de los grandes hitos de la Filología italiana fue la fundación en 1583 de la Accademia della Crusca, institución que reunió a expertos lingüistas y literatos. En 1612 se publicó la primera edición del Vocabulario de la lengua italiana, que sirvió de ejemplo lexicográfico para las lenguas francesa, española e inglesa. En 1620 Lorenzo Franciosini, quien escribió también una Grammatica spagnuola ed italiana (1624), publicó un importante Vocabolario italiano, e spagnolo, objeto de varias reediciones.
A fines del siglo XVII y comienzos del XVIII, tras la experiencia clasicista de la Arcadia que renovó el interés hacia la literatura del mundo clásico, se hizo necesario un estudio historiográfico de la tradición literaria italiana más exacto. Es la gran época de la erudición ilustrada, inaugurada por Ludovico Antonio Muratori y continuada por Girolamo Tiraboschi. Desde un ámbito más filosófico, Giambattista Vico defendió y auspició la unión, central en su pensamiento, de Filología y Filosofía, cuyo divorcio fue provocado por el intelectualismo de matriz cartesiana. Sin embargo, el pensamiento viquiano no tuvo una influencia inmediata en los estudios filológicos de la época: habría que esperar a la segunda mitad del siglo XIX para que sus teorías obtuviesen un pleno desarrollo, sobre todo en los campos de la Estética y la Filosofía de la Historia. En cuanto a los problemas de la lengua, Muratori, Tiraboschi y Melchiorre Cesarotti, entre otros, seguirán una discusión que ya entrado el Ochocientos tuvo la importante revisión lingüística de los Promessi Sposi de Alessandro Manzoni. 
Con los positivismos del siglo XIX la Filología se fue paulatinamente desligando de la exégesis de los textos, formalizándose y especificándose como disciplina dedicada exclusivamente a la edición de textos. En la segunda mitad del siglo permanece todavía viva una concepción de la Filología en tanto que investigación crítico-histórica, así en la escuela de Alessandro D’Ancona, Pio Rajna (autor de la edición crítica del De vulgari eloquentia de Dante), Domenico Comparetti, Adolfo Bartoli, Francesco D’Ovidio o Ernesto Monaci. La revista Giornale storico della letteratura italiana (1883), dirigida por Arturo Graf, Rodolfo Renier y Francesco Novati, reunía y desarrollaba esa línea de estudios histórico-filológicos. Por otra parte, Graziadio Isaia Ascoli fue pionero en la Glotología y Dialectología italiana, disciplinas a las que contribuyeron también otros grandes filólogos de la segunda mitad del siglo XIX, como Adolfo Mussafia, Ugo Angelo Canello y Napoleone Caix.

### La historiografía literaria en los siglosXVIIIyXIX
La erudición dieciochesca, tras los ensayos historiográficos de Crescimbeni (Istoria della volgar poesia, 1698), Muratori (Della perfetta poesia italiana, libro IV, 1706), Giacinto Gimma (Idea della storia dell'Italia letterata, 1723), Francesco S. Quadrio (Della poesia italiana, 1734) y el más sólido diseño de Gian M. Mazzucchelli (Dizionario degli scrittori d’Italia, 1753-1763, incompleto por la muerte del autor), culmina en la obra del jesuita Girolamo Tiraboschi, Storia della letteratura italiana (9 vols., 1772-82; ed. ampl., 16 vols., 1787-94), primera gran historia sistemática de las letras italianas. En la Storia tiraboschiana, Italia no es sino una “expresión geográfica”: carece del sentimiento de nación de la historiografía literaria romántica. La principal preocupación de Tiraboschi no es tanto crear una historia “filosófica”, usando la terminología de la época, sino más bien demostrar la fiabilidad de las fuentes utilizadas, sobre todo las más antiguas, una actitud que es consecuencia de su metodología erudita. Por eso, a partir del Trecento, no se dividen las épocas por rasgos estilísticos distintivos, sino que se emplea una periodización tradicional: a cada tomo le corresponderá un siglo, hasta llegar a los últimos años del XVII. El concepto de literatura tiraboschiano es el ilustrado: no se consideran solo las Bellas Letras, como hizo de forma inusual para su época Carlo Denina en su Discorso sopra le vicende della letteratura (1761; 2ª ed.: 1784; IV libro: 1811), sino que se ocupa también de analizar el progreso de las ciencias, sean filosóficas o físico-naturales. Es la concepción de literatura como totalidad que fundamenta la gran historia universal de la literatura de Juan Andrés, amigo del correligionario Tiraboschi (Dell’Origine, de’ progressi e stato attuale d’ogni letteratura, 1ª ed. italiana, Parma, 1782-1799; ed. esp.: Madrid, 1784-1806). 

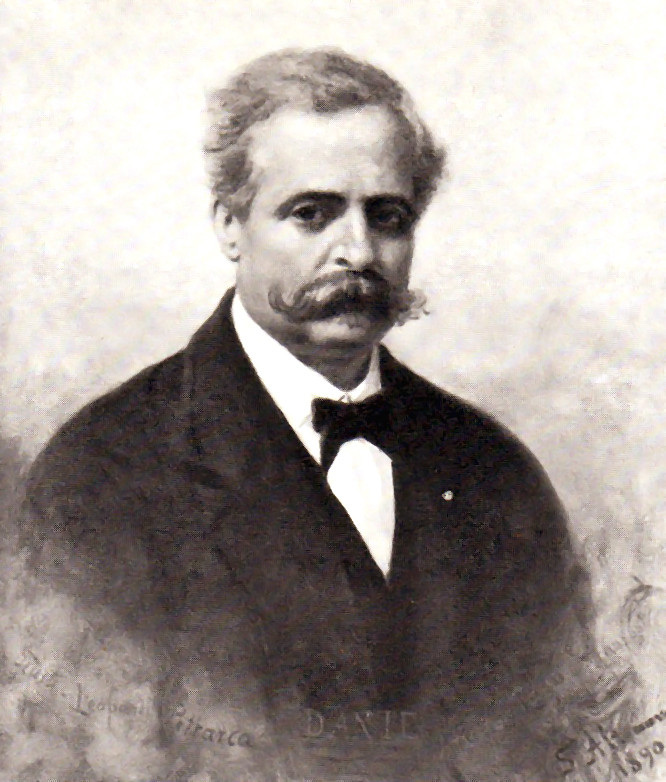
Francesco De Sanctis (1817-1883)

Entrado el siglo XIX, Paolo Emiliani Giudici, de acuerdo con los planteamientos de Ugo Foscolo, advertía la importancia de destacar la influencia de la historia política de la nación italiana en la historia literaria. Giudici publicó la Storia della letteratura italiana en 1844: en el “Discurso preliminar” de la primera edición critica abiertamente las historias del siglo pasado y de las primeras dos décadas del XIX, entre otras las de Tiraboschi, Andrés, Ginguené. Su juicio negativo se basaba en la convicción de que los historiadores anteriores se habían limitado a compilar áridos anales sin preocuparse por analizar el desarrollo orgánico de las letras italianas.
Mientras Luigi Settembrini publicaba sus importantes Lezioni di letteratura italiana (3 vols., 1866-72), veían la luz, entre 1870-71, los dos volúmenes de la Storia della letteratura italiana del también napolitano Francesco de Sanctis, verdadero hito en la moderna historiografía literaria nacional. La de De Sanctis es una historia finalista de la civilización italiana, influida por las instancias políticas del Risorgimento, en la que no solo los problemas periodológicos, sino también las cuestiones estéticas (relación forma-contenido, texto literario-historia) tienen gran relevancia. La “continuidad de tela”, el “hilo de Ariadna” (como diría G. A. Borgese) de la Storia de De Sanctis, quien en escritos preparatorios sostenía la importancia de la monografía como sustento de la historia literaria, une a las más destacadas personalidades literarias italianas: se propone, pues, una selección de los “grandes” autores, los cuales son reflejo y expresión máxima del espíritu de una determinada época. Es evidente, pues, la distancia entre esta visión y la erudición exacta, meticulosa y programáticamente anecdótica de Tiraboschi. Croce, Gentile y Gramsci desarrollarán respectivamente los supuestos estéticos en clave idealista, y los políticos en clave crítica marxista, de la obra de De Sanctis.
Pero además, Francesco de Sanctis fue el creador de la primera cátedra universitaria de Literatura comparada, en 1861, siendo Ministro, cátedra que él mismo ocuparía diez años más tarde. Esta creación académica, muy importante y raramente tenida en cuenta, es lógico que se produjese en el país donde culminó la creación de la Comparatística moderna a finales del siglo XVIII gracias a las obras de Juan Andrés, Lorenzo Hervás y Antonio Eximeno.  
Si evidentemente la principal aportación a la historiografía literaria comparatista, en general y también de materia italiana en particular, es la de Juan Andrés (1ª edición en lengua italiana, Parma, 1782-1799, 7 vols.; edición española Origen, progresos y estado actual de toda la literatura, trad. de C. Andrés, Madrid, Sancha, 1784-1806, 10 vols.), existe además la posterior contribución en español de Antonio Alcalá Galiano, Historia de la literatura española, francesa, inglesa e italiana en el siglo XVIII (Madrid, 1844), que en principio fueron "Lecciones" impartidas en el Ateneo madrileño.

## La filología italiana en elsigloXX

### Lengua y lingüística
La lingüística italiana había adquirido una orientación característicamente científica y académica solo mediante la obra glotológica de Graziadio Isaia Ascoli, fundador de la disciplina en Italia. A partir del último tercio del siglo XIX, en el seno de la lingüística italiana se produjo una división, debido sobre todo a las influencias positivistas e idealistas, entre, respectivamente, neogramáticos y neolingüistas. Entre los neolingüistas se encuentran los representantes de la llamada “escuela turinesa”: Matteo Bartoli, Benvenuto Terracini y Giulio Bertoni. 
Benvenuto Terracini (1886-1968) se ocupó principalmente de geolingüística, dando un gran impulso a los estudios de dialectología, toponimia y onomástica, filología románica, etc. También profundizó en cuestiones metodológicas, centrándose sobre todo en la relación de la  lingüística con la historia de la cultura. Sus obras principales son: Guida allo studio della linguistica storica (1949), Lingua libera e libertà linguistica. Introduzione alla linguistica storica (1963) y Analisi stilistica. Teoria, storia, problemi (1966). 
Es de 1953 el importante Profilo di storia linguistica italiana de Giacomo Devoto, quien se ocupó de los fundamentos teóricos de la disciplina en Fondamenti della linguistica (1951). Devoto, con Gian Carlo Oli, es también autor de un importante Vocabolario della lingua italiana (editado por Le Monnier). El Profilo de Devoto se construye en torno a la idea de lengua entendida como institución, mientras que Terracini era partidario de una historia lingüística fundada en la relación sumisión-rebelión respecto de la tradición.
Otros hitos de la lingüística italiana contemporánea son la Storia della lingua italiana (1960) de Bruno Migliorini y la Storia linguistica dell’Italia unita (1963) de Tullio De Mauro. Entre 1989 y 2003 se publicaron los 10 volúmenes de la Storia della lingua italiana dirigida por Francesco Bruni. 
En cuanto a los diccionarios, son de mencionar: DEI, Dizionario etimologico italiano (1950-1957); DELI, Dizionario etimologico della lingua italiana (1979-1988 y 1999), LEI, Lessico etimologico italiano, (1979-); y TLIO, Tesoro della lingua italiana delle origini.

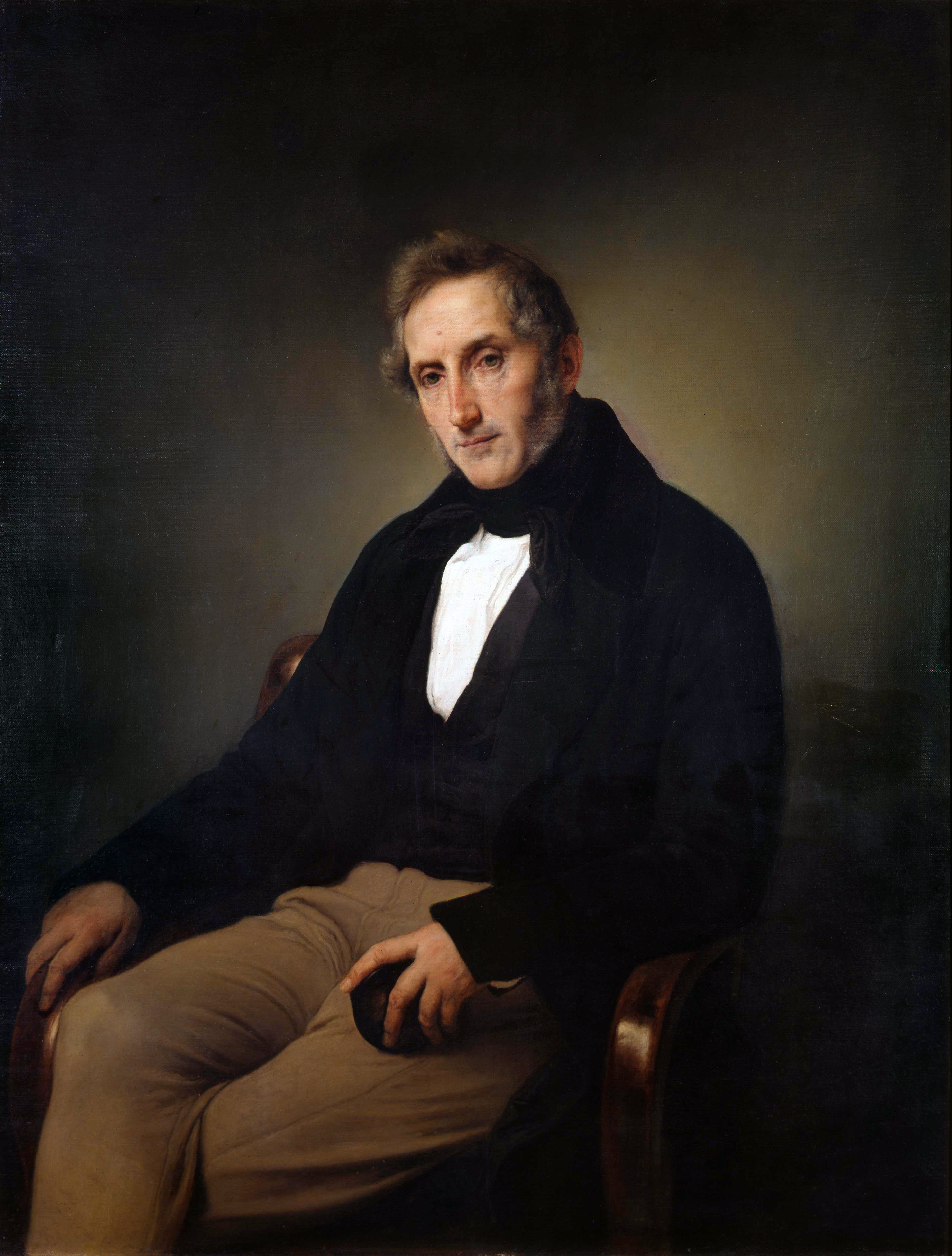
Retrato de A. Manzoni (Francesco Hayez, 1841)

### Historiografía literaria
Tras la segunda posguerra comienzan varios proyectos influidos en parte por un importante ensayo de Carlo Dionisotti (1949), incluido luego en la edición de su Geografia e storia della letteratura italiana (1967). Dionisotti cuestiona la validez de la línea unitaria, de matriz desanctisiana, comúnmente seguida en el diseño historiográfico italiano hasta entonces. Dionisotti defendía la necesidad de construir no solo una Historia de la literatura, sino también una Geografía que diese un panorama verídico de la diferencia territorial y política que marcó el destino de Italia hasta su tardía unificación en 1861. 
La Letteratura italiana. Storia e testi (1951), de editorial Ricciardi, dirigida por Raffaele Mattioli, Pietro Pancrazi y Alfredo Schiaffini, seguía manteniendo un planteamiento fundamentalmente crociano, mientras que la Storia della Letteratura Italiana de editorial Garzanti (1965-1969), dirigida por Natalino Sapegno y Emilio Cecchi, se estructura según el tradicional modelo “por siglos”. Si la Letteratura italiana, Storia e testi de Carlo Muscetta (1970-1980) considera pero no sigue la lección de Dionisotti, será el proyecto de la Letteratura italiana dirigido por Alberto Asor Rosa y editada por Einaudi (1982-2000) el que asumirá la teoría geográfico-histórica dionisottiana. Este proyecto se divide en tres grandes secciones: esencialmente temática (cuestiones, instituciones, temas, géneros, crítica), de evolución histórica de las letras italianas de acuerdo con una organización geográfica, y la dedicada a obras y autores. 
En 1995 se inicia la Storia della letteratura italiana dirigida por Enrico Malato, de editorial Salerno: se vuelve al planteamiento historiográfico tradicional y se amplía el horizonte a la historia de las instituciones y a las relaciones entre literatura y artes. 
Historias de la literatura italiana en español (traducciones y originales):
R. Garnett, Historia de la literatura italiana, trad. de Enrique Soms y Casteliu, Madrid, La España Moderna, 1900.
G. Prampolini, Historia universal de la literatura, ed. de J. Pijoan, trad. de D. Ponzanelli y J. Jiménez Rueda, 1940-1942, vols. 5, 6, 9 y 13. 
K. Vossler, Historia de la literatura italiana, trad. de Manuel de Montoliu, Barcelona, Labor, 1941. 
M. Penna, Historia de la literatura italiana, Madrid, Atlas, 1944.
F. de Sanctis, Historia de la literatura italiana, traducción de Renata Donghi de Halperin y Gregorio Halperin, Buenos Aires, Losada, 1952, 3 vols.
N. Sapegno, Historia de la literatura italiana, Madrid, Labor, 1964.
G. Petronio, Historia de la literatura italiana, trad. de M.N. Muñiz y M. Carrera Díaz, Madrid, Cátedra, 1990. 
A. Camps (ed.), Historia de la literatura italiana contemporánea, Barcelona, El Cid, 2000, 2 vols. 
J. Graciliano González Miguel (ed.), Historia de la literatura italiana, Universidad de Extremadura, 1998, 2 vols.

### Crítica textual
Se suele considerar la edición de la dantesca Vita Nuova (1907) de Michele Barbi como la primera edición científica de un texto italiano realizada según el método ecdótico propio de la Filología Clásica.
En 1934 el filólogo clásico Giorgio Pasquali publicó Storia della tradizione e critica del testo, donde propone una revisión de la filología lachmanniana atendiendo, entre otras cosas, a la posible existencia, en los textos antiguos, de “variantes” autógrafas del mismo autor. En 1931, Francesco Moroncini había hecho edición crítica de los Canti leopardianos, principal antecedente de la que se conocerá luego como "critica degli scartafacci" o Filología de las variantes.
En 1937 Santorre Debenedetti publica la edición crítica de algunos fragmentos autógrafos del Orlando furioso de Ariosto; reseñada por Gianfranco Contini en Il Meridiano di Roma con el ensayo fundacional de la crítica de las variantes: “Come lavorava l’Ariosto”. Así se consolidó el peculiar desarrollo de la Filología en Italia como ecdótica o Crítica textual. 
En ocasión de un artículo de Giuseppe de Robertis en defensa de una edición crítica manzoniana, a finales de la década de los 40, se desató la polémica entre Contini y Croce, que se indicará después. La filología continiana se exportará también a otros países europeos: en Francia, por ejemplo, a mediados de siglo, ven la luz varios ensayos de "Critique génétique". En España esta orientación ecdótica tuvo menor fortuna.
Epígono de la crítica de las variantes será Dante Isella, quien en los años 70-80 funda una escuela con el nombre de Filología de autor (Le carte mescolate. Esperienze di filologia d’autore, 1987).

### Estética literaria y Crítica humanística
La Estética literaria de Benedetto Croce, intérprete de la gran lección viquiana y del legado crítico-literario de Francesco de Sanctis, era incompatible con una Filología cada vez más cerrada en el aspecto formal del texto y sorda a las instancias estéticas del mismo.
En 1947 el pensador napolitano publicó un breve artículo con el título “Illusioni sulla genesi delle opere d'arte documentabili dagli scartafacci degli scrittori”, en el que, de acuerdo con su concepción de la identidad entre intuición y expresión, critica abiertamente la posibilidad epistemológica de una Filología que describe los diferentes pasos de la construcción del texto literario. Contini intentó inicialmente conciliar la "variantística" con la estética crociana, defendiendo un acercamiento “dinámico” al texto; sin embargo, a partir de los años 50, se distanciará definitivamente de esta postura con la adopción de las doctrinas estructuralistas. Treinta años después, Dante Isella volverá sobre la polémica Croce-Contini, sosteniendo que el “valor” de un texto puede sí encontrarse en el texto en tanto que opus pefectum, pero también en el movimiento o en la aproximación al mismo. 

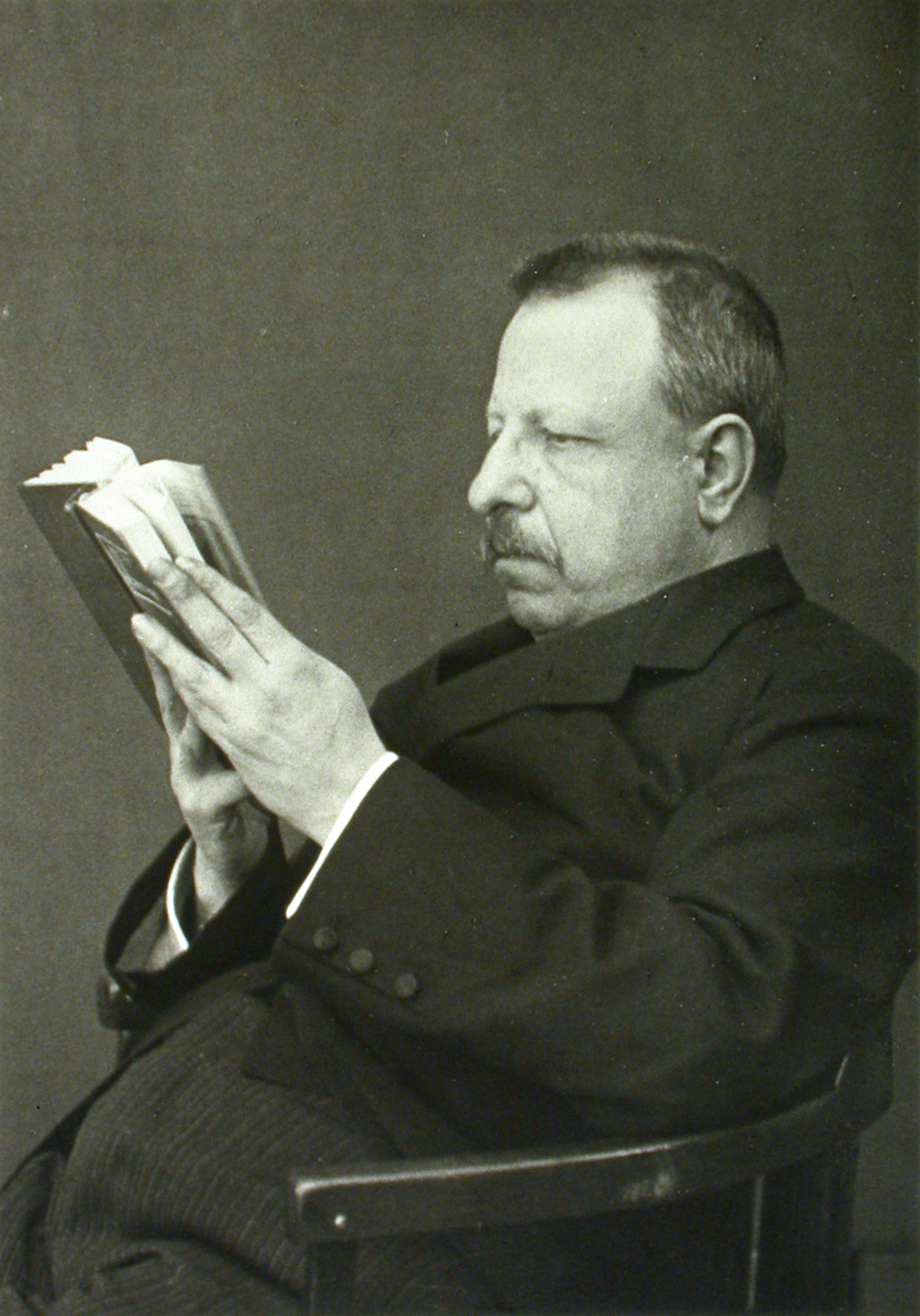
Benedetto Croce (1866-1952)

La Estética crociana desembocó en una práctica filológica fundamentalmente humanística, atenta al significado y al valor estético de la literatura. La Escuela Crociana cuenta entre sus miembros con varios críticos y filólogos pensadores muy destacados: Luigi Russo, Mario Fubini o Francesco Flora. El crocianismo de la primera mitad del siglo XX gravitó alrededor de la longeva revista La critica, fundada en 1902 y clausurada en 1944. En 1946 Croce fundará el "Istituto italiano per gli studi storici", cuya sede se encuentra en el palacio Filomarino, en el centro histórico de Nápoles.
Por su parte, "Aesthetica in Palermo" ha mantenido la herencia filológica de la Estética gracias a su centro de estudios, la importante "Collana" y las publicaciones "Pre-Print", muestra todo ello de una visión comprehensiva de primer orden.

### Las corrientes del estructural-formalismo
Carlo Dionisotti, en los años 40, propuso un acercamiento de la Crítica del Texto a la erudición histórica y literaria, pero durante la segunda posguerra se acentuó la división interna de la Filología italiana en dos tendencias: una historicista, erudita, ligada a la gran tradición del humanismo italiano, y otra de aspiración tecnológica o cientificista y, en última instancia, estrictamente formalista.
El congreso boloñés Studi e problemi di critica testuale (1960) estableció un punto de inflexión en la historia de la Filología italiana del siglo XX reafirmando las dos posturas antes referidas. Por un lado, Raffaele Spongano defendía una postura conciliadora: tomando las distancias de la concepción ancilar de la filología y, al mismo tiempo, de las cada vez más vivaces tendencias formalistas, proponía una idea humanística de Filología de fuerte relación con la crítica (Aurelio Roncaglia, Antonio Pagliaro, Vittore Branca coincidían, grosso modo, con esta visión); por otro lado, Giacomo Devoto, portavoz de las tendencias formalistas, se enfrentaba a la historia espiritual de la crítica y de la lingüística rechazando la historia intelectual del historiador de la cultura, afirmando que solo la historia del filólogo en tanto que crítico del texto constituye una historia natural. Debido a la rápida difusión del estructuralismo, la postura de Devoto fue la que obtuvo mayor fortuna: en 1967 se publica La critica testuale come studio di strutture, de Contini, mientras que ya en 1966 se había fundado la revista Strumenti critici, órgano de la Crítica Textual formalista, en cuyas páginas publicarían Cesare Segre, d’Arco Silvio Avalle o el mismo Contini. 
En las décadas de los 70 y 80 continúa incrementándose la distancia entre filología e interpretación en favor de una cada vez mayor especialización, consecuencia de la fragmentación exacerbada del saber y una autorreferencialidad disciplinar en riesgo de crear, en definitiva, una filología sin sujeto humano. 
Tras la decadencia de los estructuralismos y formalismos a finales del siglo XX, se ha hablado repetidamente de crisis de una Filología italiana cuyo desarrollo durante varias décadas dependió de esas corrientes ya superadas.

### Filología y colecciones
La divergencia entre una Filología de carácter estético-literario y otra estructural-formalista se reflejó también en el ámbito editorial. Si en 1951 la editorial Ricciardi había inaugurado la colección “La letteratura italiana. Storia e testi” con una organización todavía tradicional, no demasiado lejana de los crocianos “Scrittori d’Italia”, en 1957 Contini publicó el primer volumen de la colección “Documenti di filologia”, la cual incluía preferentemente ediciones críticas de carácter “metodológicamente ejemplar”, provistas de aparato y sólidas introducciones. 
Muestra de experimentación y excelencia filológica fueron y son las Ediciones Nacionales, operaciones editoriales dirigidas por expertos filólogos y financiadas por el estado: el objetivo es la publicación rigurosa de los clásicos italianos. Caso paradigmático es el de la edición nacional de la obra completa de Dante, en las primeras décadas del siglo XX.

## La filología italiana en España

### La tradición hispanoitaliana y los estudios filológicos
La relación que une las culturas española e italiana configura una verdadera tradición, más o menos manifiesta, sobre todo en el campo de la literatura y del pensamiento estético: ya se trate de la relación Muratori-Ignacio de Luzán, la teorización musicológica de Antonio Eximeno o la labor histórico-literaria de Juan Andrés. Ya Benedetto Croce se ocupó, en sus escritos juveniles, de fundamentar esta tradición, que va desde el Renacimiento y la obra de Juan Boscán hasta la época contemporánea. Además de Croce , también en los escritos de Vittorio Cian, Eugenio Mele, Arturo Farinelli, Miguel Batllori, Joaquín Arce, María de las Nieves Muñiz o Vicente González Martín se estudian, documentan y valoran, desde un punto de vista histórico y conceptual, las relaciones hispano-italianas. También es preciso mencionar aquí, entre otros, a Pedro Luis Ladrón de Guevara Mellado, Isabel González, Graciliano González Miguel. 

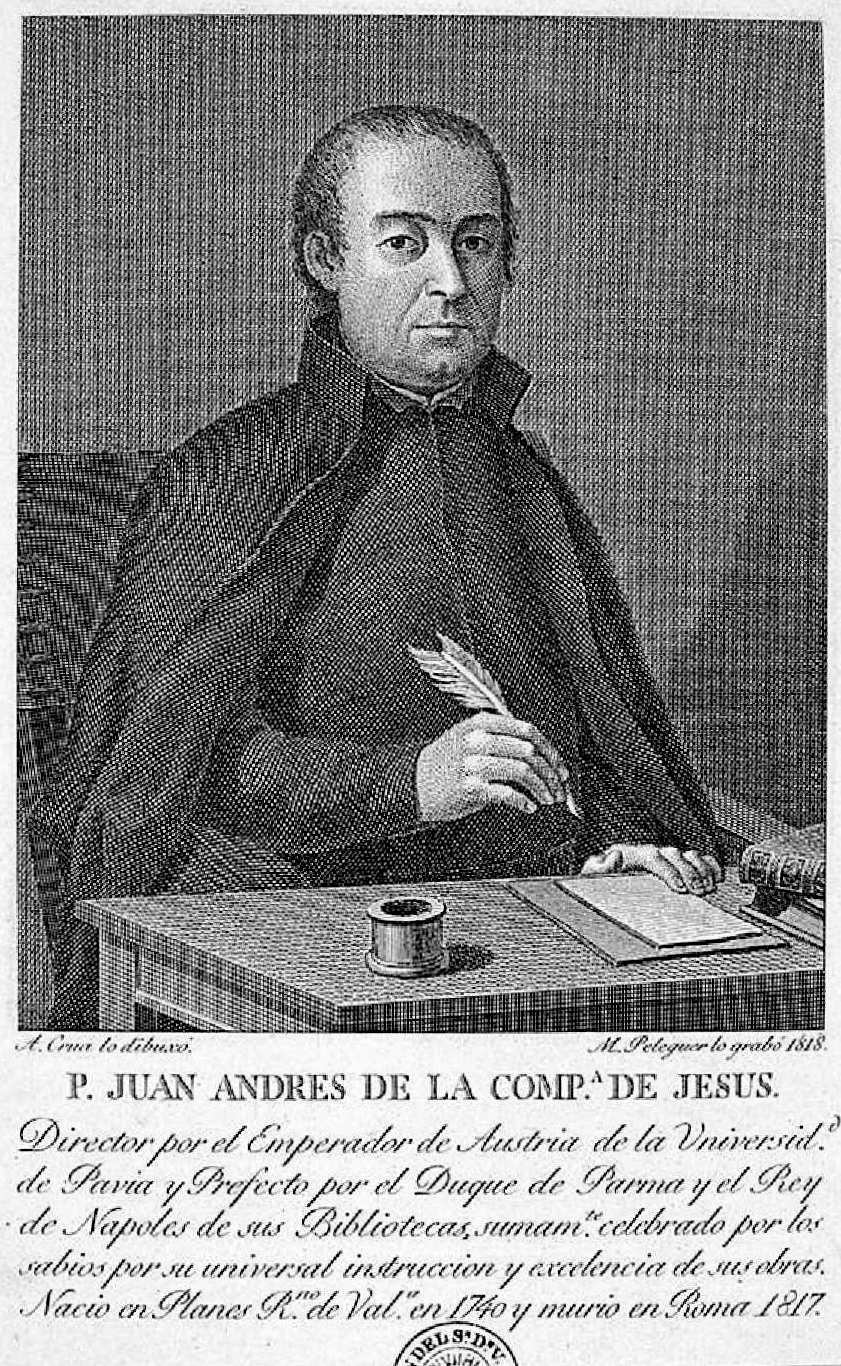
Juan Andrés (1740-1817)

En lo relativo a las contribuciones españolas en el ámbito de los estudios filológicos, a raíz de la labor traductológica y literaria de Boscán, que difundió la literatura italiana en España, en la segunda mitad del siglo XVI surgieron estudios gramaticales sobre la lengua italiana: así el Vocabulario de las dos lenguas Toscana y Castellana (1570) de Cristóbal de Las Casas. 
A fines del siglo XVIII, tras la expulsión de los jesuitas del Imperio, muchos estudiosos permanecieron en Italia como segunda patria. Juan Andrés, antes referido a propósito de la historiografía comparatista, gran conocedor de la literatura italiana, será uno de los animadores del debate hispano-italiano de la época. Lorenzo Hervás, otro jesuita expulsó, estudió el idioma italiano en su monumental Catálogo de las lenguas de las naciones conocidas (y compuso una Gramática de la lengua italiana, todavía inédita). En la segunda mitad del Setecientos, Giambattista Conti y Pietro Napoli Signorelli contribuyeron al progreso de la crítica y la historiografía literaria hispano-italiana. 
En el siglo XIX, fue importante el magisterio italianista de Manuel Milá y Fontanals, gran romanista, hispanista y teórico de la Estética que publicó un estudio comparatista titulado Sobre la influencia de la literatura italiana en la catalana (1889). Marcelino Menéndez Pelayo se ocupó de publicar obras italianas en la Biblioteca clásica del editor Hernando. Además, el polígrafo cántabro es autor de traducciones de poesía italiana al castellano. 
En 1889, Juan Luis Estelrich editó una conocida Antología de poetas líricos italianos traducidos en verso castellano (1200-1889). Entrado el siglo XX, el erudito catalán Ramón d’Alos fomentó los estudios dantistas en España, mientras que, entre 1927 y 1931, el bibliófilo Eduard Toda i Güell compiló una Bibliografía Española de Italia en cinco volúmenes. Destacados italianistas españoles contemporáneos son, entre otros, Joaquín Arce o María de las Nieves Muñiz.
En cuanto a lexicografía hispanoitaliana, además del antecitado diccionario de Las Casas, es de mencionar el Vocabolario italiano e spagnolo (1620) de Lorenzo Franciosini, traductor del Quijote. De Franciosini es también, la Grammatica spagnuola ed italiana (1624). J. L. B. Cormon y V. Manni publicaron en 1821 un Diccionario italiano-español y español-italiano siguiendo las recientes ediciones de los diccionarios de la Academia de la Crusca y de la Academia Española. 
El siglo XX asiste a un gran desarrollo lexicográfico hispano-italiano que se prolonga entrado el siglo XXI. Estas son las obras más relevantes:
G. Frisoni, Diccionario moderno español-italiano e italiano-español, Milán, Ulrico Hoepli, 1927. 
J. Ortiz de Burgos, Diccionario italiano-español, spagnuolo-italiano, Barcelona, Ediciones Hymsa, 1943. 
L. Ambruzzi, Nuovo dizionario spagnolo-italiano e italiano-spagnolo, Turín, Paravia, 1948-1949. 
S. Carbonell, Dizionario fraseologico completo, Milán, Hoepli, 1950-1957.
E. M. Martínez Amador, Diccionario italiano español, español italiano, Barcelona, 1957. 
A. M. Gallina, Dizionario spagnolo-italiano, italiano-spagnolo, Milán, Mursia, 1990.
A. Giordano y C. Calvo, Diccionario italiano-spagnolo, español-italiano, Barcelona, Herder, 1995.  
L. Lavacchi y C. Nicolás, Dizionario spagnolo-italiano, italiano-spagnolo, Florencia, Le Lettere, 2000.
Diccionario español italiano Everest Cima, León, Everest, 2003.
L. Tam y E. Liverani, Grande dizionario di spagnolo-italiano, italiano-spagnolo, Milán, Hopeli, 2004. 
L. Knight y M. Clari, Dizionario spagnolo-italiano italiano-spagnolo, Milán, Boroli, 2005. 
S. Sañé y G. Schepisi, Dizionario spagnolo-italiano, italiano-spagnolo, Bolonia, Zanichelli-Vox, 2005. 
Dizionario spagnolo-italiano, italiano-spagnolo, Turín, Espasa-Paravia, 2009. 
Rossend Arqués y Adriana Padoan, Grande dizionario di Spagnolo. Dizionario Spagnolo-Italiano, Italiano-Español, Bolonia, Zanichelli, 2012.

### La Filología italiana y la Universidad española
La antigua licenciatura de Filología Románica se ocupó de dar aliento, a lo largo del siglo XX, a las investigaciones en el ámbito de la Filología italiana en España. Antes de la implantación del plan Bolonia, se impartía esta titulación en las universidades de Gerona, Valencia, Sevilla, Granada, Oviedo, Santiago de Compostela, Salamanca, Complutense de Madrid y Barcelona. La licenciatura en Filología Románica ha pasado a grado solo en dos ateneos españoles: en Salamanca (Lenguas, Literaturas y Culturas Románicas ) y en Barcelona (Lenguas Románicas y sus Literaturas). 
A día de hoy, se ha mantenido el grado individual de italianística solo en la Universidad de Salamanca. En los demás centros, el estudio de la lengua y literatura italianas se ha convertido en “itinerario” de los varios grados en Lenguas y Literaturas Modernas. También se han desarrollado nuevos cursos en el área de Traducción e Interpretación, la cual sin embargo, por lo común, opta por planteamientos no propiamente filológicos. 
Existen también algunas revistas científicas, en especial Cuadernos de Filología Italiana de la Complutense, Quaderns d'Italià, Revista de la Sociedad Española de Italinistas (RSEI), Zibaldone. En 1974 se instituyó la Sociedad española de italianistas (SEI), asociación que reúne a docentes y especialistas. De más reciente fundación es la ASELIT (Asociación Española de Lengua Italiana y Traducción), cuyos intereses de trabajo e investigación giran en torno a dos grandes ejes: la lengua italiana y la traducción (desde y hacia el italiano).

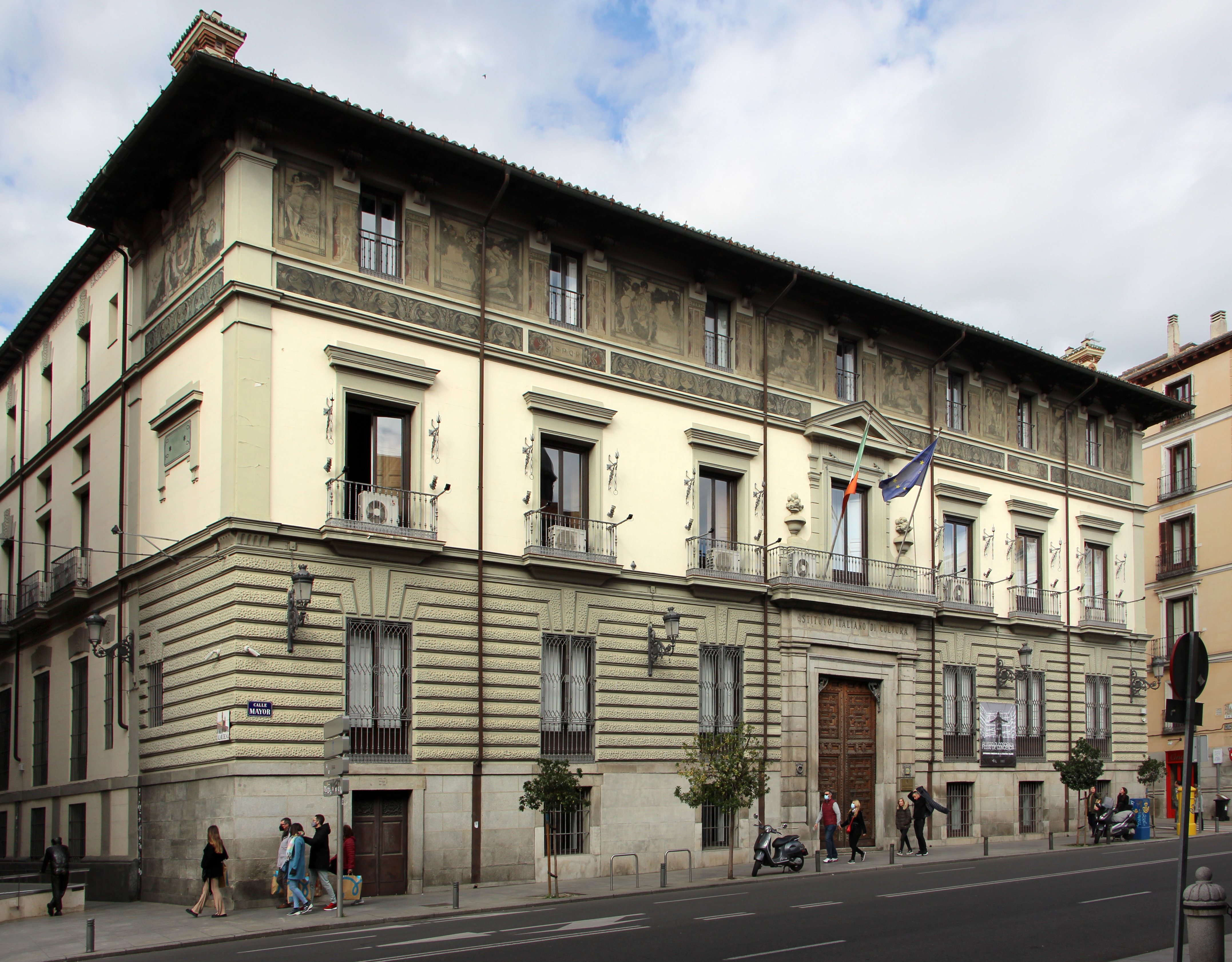
Palacio de Abrantes (Madrid), sede el Instituto Italiano de Cultura

La Universidad de Barcelona ha creado el Proyecto Boscán, cuyo objetivo es reconstruir, desde la filología, la historia de las principales traducciones españolas de obras literarias italianas. Este proyecto se ubica, pues, en el cruce entre Bibliografía textual, Teoría de la Recepción y Teoría e Historia de la traducción. Es consultable el Catálogo digital de las traducciones españoles de la literatura italiana hasta 1939 en la página web del Proyecto Boscán (http://www.ub.edu/boscan).
Por otra parte, existen varias instituciones que ofrecen diplomas de italiano y cursos de lengua y cultura italianas: Società Dante Alighieri (siete centros en España) y el importante Instituto Italiano de Cultura, presente en las ciudades de Madrid y Barcelona.